# ستيف غوس
ستيف غوس هو سياسي أمريكي، ولد في 7 نوفمبر 1949 في جيفرسون في الولايات المتحدة، وتوفي في 26 أكتوبر 2015 في بون في الولايات المتحدة. نشط حزبياً في الحزب الديمقراطي. وقد انتخب عضو مجلس ولاية كارولاينا الشمالية ‏.